# Bono da Ferrara
Bono da Ferrara (fl. XV secolo) è stato un pittore italiano, attivo nella metà del XV secolo.

## Biografia

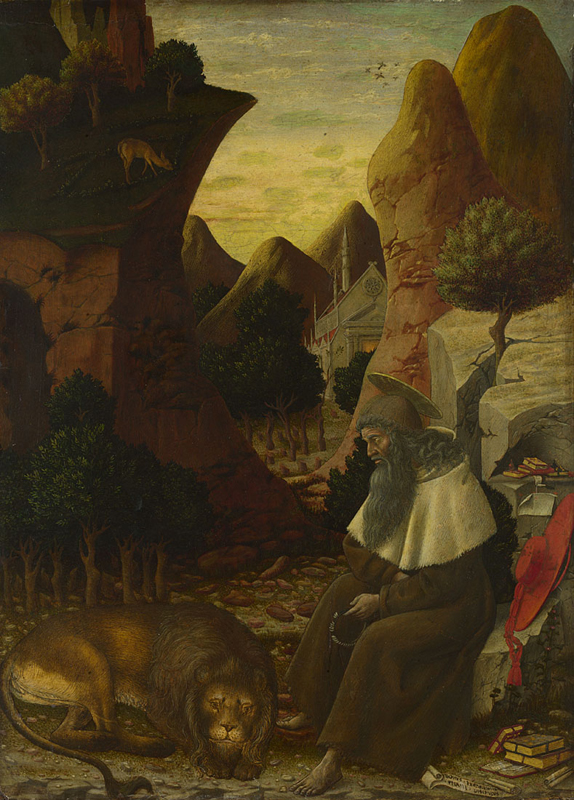
San Girolamo nel deserto, 1440 circa, National Gallery, Londra.

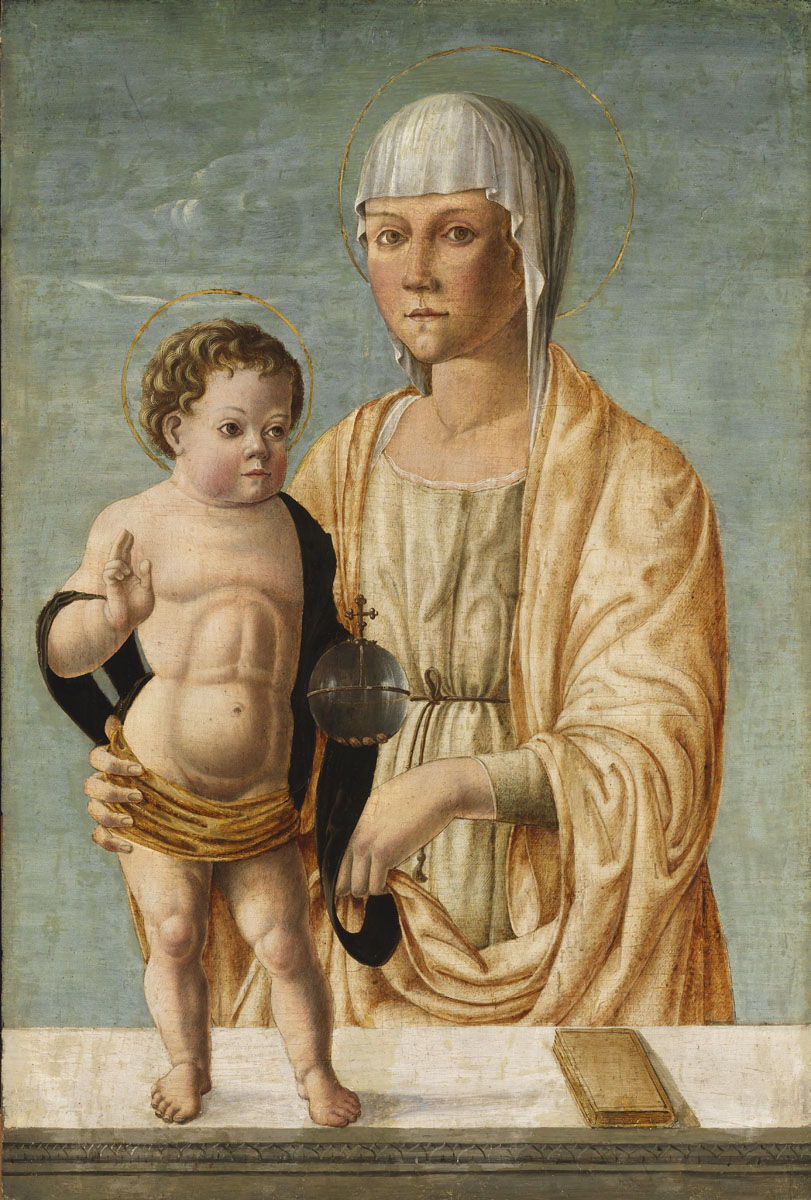
Madonna con il Bambino, Museo di belle arti, Budapest.

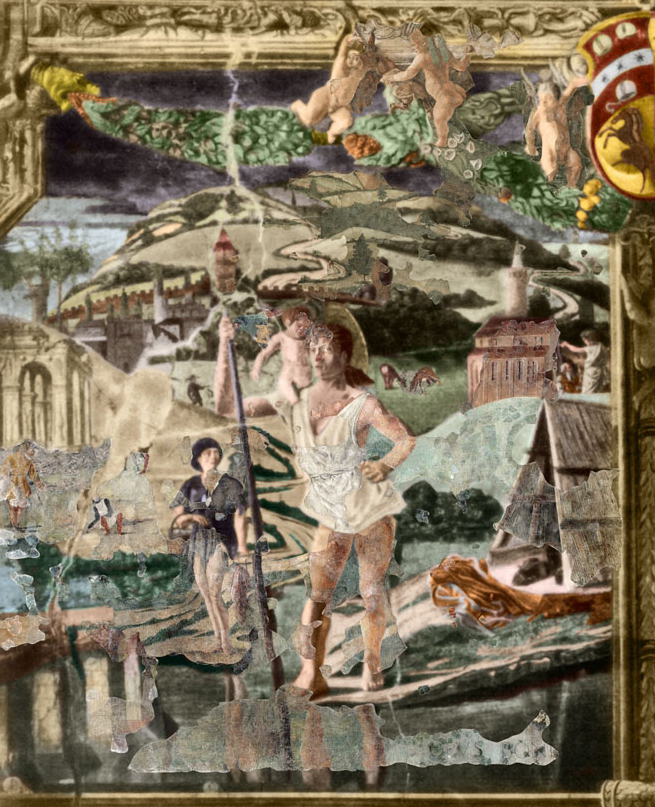
San Cristoforo con il Bambino, Cappella Ovetari, chiesa degli Eremitani, Padova.

Il pittore è documentato a Padova nel 1451, dove mette la propria firma al San Cristoforo nel ciclo degli affreschi della Cappella Ovetari nella chiesa degli Eremitani, sotto la direzione di Andrea Mantegna. Roberto Longhi gli ha attribuito, con il consenso di altri storici, la Madonna con il Bambino ora conservata a Budapest, nel Museo di belle arti.
Oltre che con il Mantegna, Bono sembra aver avuto contatti anche con Andrea del Castagno e Piero della Francesca; inoltre, la sua opera giovanile del San Gerolamo, a suo tempo attribuita al Pisanello, lo mette in diretta relazione anche con questo maestro. Quest'opera, ora conservata alla National Gallery di Londra, porta la sua firma
che a suo tempo era ritenuta spuria.